# Ternstroemia kwangtungensis
Ternstroemia kwangtungensis är en tvåhjärtbladig växtart som beskrevs av Elmer Drew Merrill. Ternstroemia kwangtungensis ingår i släktet Ternstroemia och familjen Pentaphylacaceae. Inga underarter finns listade i Catalogue of Life.